# Губернатор Новосибирской области
Губернатор Новосибирской области — высшее должностное лицо Новосибирской области. Возглавляет правительство Новосибирской области — высший исполнительный орган государственной власти региона.

## Избрание и вступление в должность
Губернатором Новосибирской области может быть избран гражданин Российской Федерации, обладающий в соответствии с Конституцией Российской Федерации, федеральным законом пассивным избирательным правом, не имеющий гражданства иностранного государства либо вида на жительство или иного документа, подтверждающего право на постоянное проживание гражданина Российской Федерации на территории иностранного государства, и достигший возраста 30 лет.
Губернатор Новосибирской области избирается гражданами Российской Федерации, проживающими на территории Новосибирской области и обладающими в соответствии с федеральным законом активным избирательным правом, на основе всеобщего равного и прямого избирательного права при тайном голосовании.
В 1991 году губернатор Новосибирской области был назначен президентом России. После избирался гражданами на прямых выборах в 1995, 1999, 2003 годах. Затем в 2007 и в 2010 годах губернатор был предложен президентом России и утверждён в должности Законодательным собранием.
Вновь прямые выборы губернатора прошли в 2014, 2018 и 2023 годах в единый день голосования.

## Список губернаторов и глав администрации
| №                                         | Имя                                          | Фотография                        | Срок полномочий                   | Партия                                  |
| ----------------------------------------- | -------------------------------------------- | --------------------------------- | --------------------------------- | --------------------------------------- |
| Главы администрации Новосибирской области |                                              |                                   |                                   |                                         |
| 1                                         | Виталий Петрович Муха (1936—2005)            |                                   | 26 ноября 1991 — 5 октября 1993   | КПСС (до 1991)                          |
| 2                                         | Иван Иванович Индинок (1938—2025)            |                                   | 5 октября 1993 — 29 декабря 1995  | КПСС (до 1991) НДР                      |
| Губернаторы Новосибирской области         |                                              |                                   |                                   |                                         |
| 1                                         | Виталий Петрович Муха (1936—2005)            |                                   | 29 декабря 1995 — 14 января 2000  | КПСС (до 1991)                          |
| 2                                         | Виктор Александрович Толоконский (род. 1953) |                                   | 14 января 2000 — 9 сентября 2010  | КПСС (1978—1991) Единая Россия (с 2005) |
| и. о.                                     | Василий Алексеевич Юрченко (род. 1960)       |                                   | 9 сентября — 22 сентября 2010     | Единая Россия                           |
| 3                                         | Василий Алексеевич Юрченко (род. 1960)       | 22 сентября 2010 — 17 марта 2014  |                                   | Единая Россия                           |
| и. о.                                     | Владимир Филиппович Городецкий (род. 1948)   |                                   | 18 марта — 24 сентября 2014       | КПСС Единая Россия                      |
| 4                                         | Владимир Филиппович Городецкий (род. 1948)   | 24 сентября 2014 — 6 октября 2017 |                                   | КПСС Единая Россия                      |
| и. о.                                     | Андрей Александрович Травников (род. 1971)   |                                   | 6 октября 2017 — 14 сентября 2018 | Единая Россия                           |
| 5                                         | Андрей Александрович Травников (род. 1971)   | с 14 сентября 2018                |                                   | Единая Россия                           |